# Daector quadrizonatus
Daector quadrizonatus är en fiskart som först beskrevs av Eigenmann 1922.  Daector quadrizonatus ingår i släktet Daector och familjen paddfiskar. Inga underarter finns listade i Catalogue of Life.